# Bristol (Virginia)
Bristol önálló megyei jogú város az USA Virginia államában. Lakosainak száma 17 219 fő (2020. április 1.).

## Népesség
A település népességének változása:
| Lakosok száma | 17 835 | 17 783 | 17 747 | 17 341 | 17 141 | 17 219 |
|               | 2010   | 2011   | 2012   | 2013   | 2015   | 2020   |